# Wiebren Veenstra
Wiebren Veenstra, nacido el 8 de diciembre de 1966 en Harkema, es un ciclista holandés ya retirado. Debutó como profesional en 1988 y se retiró en 1996.

## Palmarés
| 1985 - 1 etapa del Tour de Olympia 1986 - 1 etapa del Circuito Franco-Belga - 1 etapa del Tour de Olympia 1988 - 1 etapa del Circuito de La Sarthe - 1 etapa de la Vuelta a los Países Bajos 1990 - 2 etapas de la Vuelta a los Países Bajos - 1 etapa de la Vuelta a Bélgica - Veenendaal-Veenendaal - Gran Premio Raymond Impanis 1991 - 1 etapa de la Estrella de Bessèges - 1 etapa del Tour de l'Oise - 1 etapa de la Vuelta a los Países Bajos - Delta Profronde - Veenendaal-Veenendaal - Gran Premio Raymond Impanis | 1993 - Canadian Tire GP Toronto - 2 etapas del Tour DuPont - 2 etapas de la Fresca International Superweek 1994 - 1 etapa del Tour del Mediterráneo - 1 etapa del Tour DuPont - 1 etapa del Gran Premio de Midi Libre - 1 etapa de la Vuelta a Gran Bretaña - 1 etapa de la Fitchburg Longsjo Classic - 1 etapa de la Vuelta a los Países Bajos 1995 - 1 etapa de la Dauphiné Libéré 1996 - Tour de Brabant central |

## Resultados en el Tour de Francia
- 1988 : abandono
- 1991 : 157º